# Ulf Adelsohn
Ulf Adelsohn (født 4. oktober 1941 i Hedvig Eleonora församling på Östermalm, Stockholm) er en svensk politiker som var formand for Moderaterna i perioden 1981–1986. Han var svensk kommunikationsminister fra 1979 til 1981. Han var landshøvding i Stockholms län fra 1992 til 2001.